# Callionymus gardineri
 Callionymus gardineri és una espècie de peix de la família dels cal·lionímids i de l'ordre dels cipriniformes que es troba a Sud-àfrica.